# Station Saint-Germain-en-Laye - Bel Air - Fourqueux
Station Saint-Germain-en-Laye - Bel Air - Fourqueux is een spoorwegstation aan de Grande ceinture van Parijs. Het ligt in de Franse gemeente Saint-Germain-en-Laye in Île-de-France. De gemeente Fourqueux ligt minder dan een kilometer naar het zuiden. Het station werd op 12 december 2004 geopend toen de Grande Ceinture weer in gebruik werd genomen. Het station is sinds 2019 wegens werkzaamheden alweer buiten gebruik, maar wordt in de zomer van 2022 opnieuw geopend. Het station ligt op kilometerpunt 18,020 van de Grande ceinture van Parijs.
Het station wordt aangedaan door treinen van Transilien lijn L op de Grande Ceinture Ouest tussen de stations Saint-Germain-en-Laye - Grande-Ceinture en Noisy-le-Roi.

## Vorig en volgend station
| richting                                | vorig station                           | lijn | volgend station | richting     |
| --------------------------------------- | --------------------------------------- | ---- | --------------- | ------------ |
| Saint-Germain-en-Laye - Grande-Ceinture | Saint-Germain-en-Laye - Grande-Ceinture | GCO  | Mareil-Marly    | Noisy-le-Roi |